# Xuaco el de Sama
Joaquín Martínez González (Oviedo, 10 de mayo de 1900; Langreo, 18 de diciembre de 1935), conocido artísticamente como Xuaco el de Sama, fue un cantante español de tonada.
Xuaco nació en El Campón, en El Cristo de las Cadenas, en Oviedo; aunque de bien niño su familia se trasladó a vivir a Sama, lugar donde se casaría con Concepción Menéndez, a la edad de veinte años, el 10 de abril de 1920. Continuó el negocio de su padre, cantero, por más que, paulatinamente, iría alcanzando renombre como cantante lo que le llevó a ingresar en el Coro Santiaguín. Su voz era de barítono bajo.
En 1929 se traslada a vivir a Ciaño y abandona su oficio de cantero para ser representante de una camisería inglesa en Oviedo. Ovidio González Díaz, Gondi, lo consideraba como el mejor cantante de Asturias. El 22 de noviembre de 1935 sus amigos le ofrecen un homenaje en el Salón París de La Felguera. El 18 de diciembre de ese mismo año muere en su casa de Torre de Abajo, Langreo. 
Viva la gente minera, El aire me apagó la vela, Tus padres y los míos, Las barandillas del puente o Atravesando pinares, son algunas de las canciones con las que alcanzó gran renombre.